# Pietro Aldobrandini

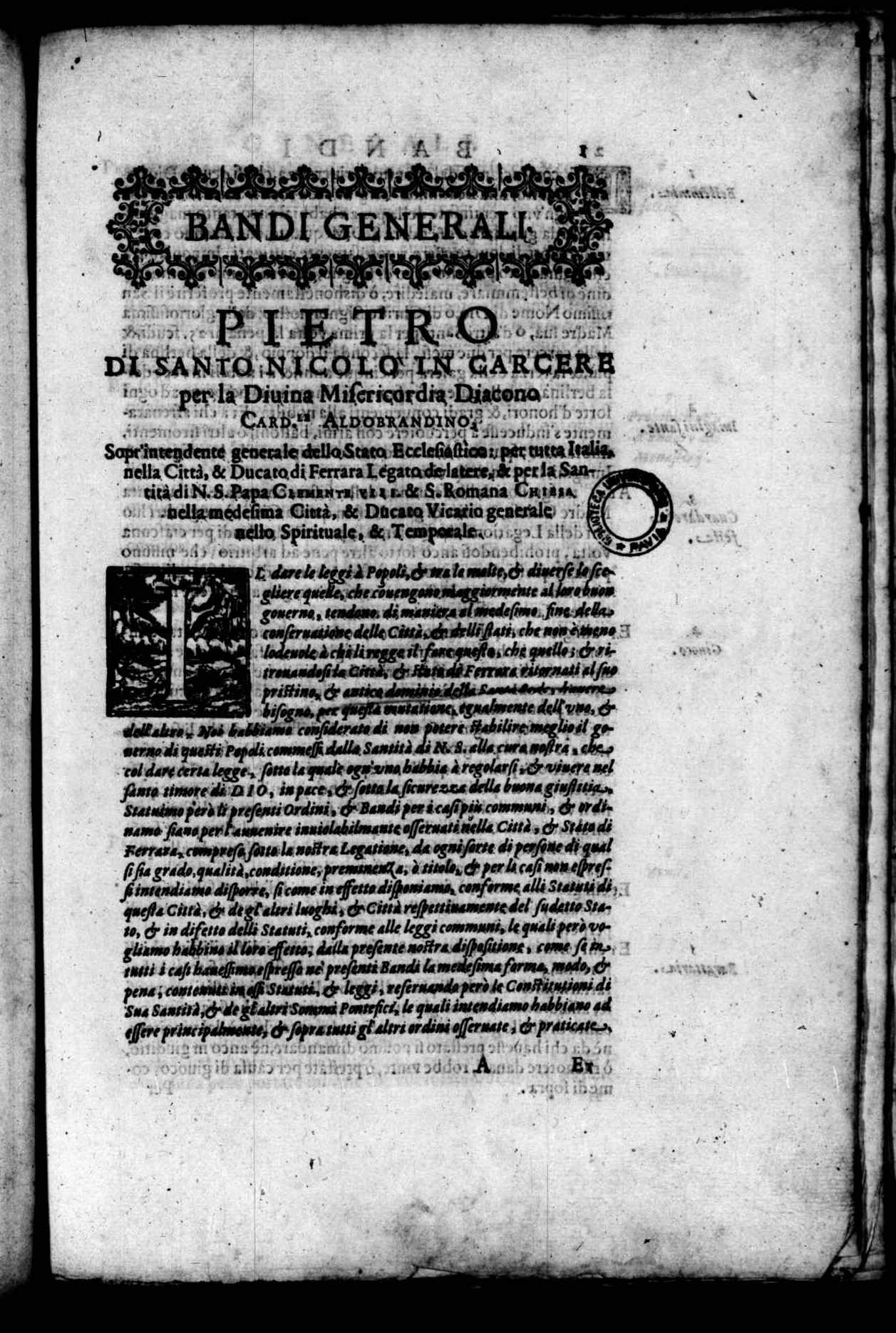
Bandi generali del cardinale Aldobrandino da osservarsi nella città, stato et legatione di Ferrara, 1598

Pietro Aldobrandini (31. března 1571 – 10. února 1621) byl italský kardinál z florentského šlechtického rodu Aldobrandiniů, milovník umění a patron umělců.

## Život
Pietra Aldobrandiniho v roce 1593 uvedl do úřadu kardinála jeho strýc, papež Klement VIII., zastánce politiky nepotismu.
V roce 1598, kdy se Ferrara stala součástí papežských států, převzal toto vévodství. V roce 1604 se stal arcibiskupem v Ravenně.
Utrácel značné částky za paláce, např. Palazzo Doria Pamphilj, či palác Chigi v Římě s galerií Doria Pamphilj i s rozsáhlou uměleckou sbírkou umístěnou v paláci, či villu Aldobrandiniových.
Byl mecenášem Torquata Tassa a Girolama Frescobaldiho.

## Biskupská genealogie
Následující tabulka obsahuje genealogický strom, který ukazuje vztah mezi svěcencem a světitelem – pro každého biskupa na seznamu je předchůdcem jeho světitel, zatímco následovníkem je biskup, kterého vysvětil. Pietro Aldobrandini patří k linii kardinála d'Estouteville. Rekonstrukcím a vyhledáním původu v rodové linii ze zabývá historiografická disciplína biskupská genealogie.
1. kardinál Guillaume d’Estouteville
2. papež Sixtus IV.
3. papež Julius II.
4. kardinál Raffaele Sansoni Riario
5. papež Lev X.
6. kardinál Alessandro Farnese
7. kardinál Francesco Pisani
8. kardinál Alfonso Gesualdo di Conza
9. papež Klement VIII.
10. kardinál Pietro Aldobrandini